# Besök av en gammal dam
Besök av en gammal dam (tyska: Der Besuch der alten Dame) är en tragikomisk pjäs i tre akter från 1956 av den schweiziske författaren Friedrich Dürrenmatt. Den handlar om en förmögen äldre kvinna som återvänder till sin utarmade hemby, och erbjuder orten pengar till upprustning på villkor att en man som övergivit henne mördas. 
Filmen Besöket från 1964, regisserad av Bernhard Wickis med Ingrid Bergman i huvudrollen, bygger i omarbetad form på pjäsen.
Likaså filmen Hyènes från 1992 i regi av Djibril Diop Mambéty.